# モラッツァーナ
モラッツァーナ（伊: Molazzana）は、イタリア共和国トスカーナ州ルッカ県にある、人口約1,000人の基礎自治体（コムーネ）。

## 地理

### 位置・広がり
ルッカ県北部、ガルファニャーナ地方 (it:Garfagnana) のコムーネ。ルッカの北西25 km、フィレンツェの北西70 kmに位置する。

#### 隣接コムーネ
隣接するコムーネは以下の通り。
- バルガ
- カレッジネ
- カステルヌオーヴォ・ディ・ガルファニャーナ
- ファッブリケ・ディ・ヴェルジェーモリ
- ガッリカーノ
- スタッツェーマ

### 気候分類・地震分類
モラッツァーナにおけるイタリアの気候分類 (it) および度日は、zona E, 2630 GGである。
また、イタリアの地震リスク階級 (it) では、zona 2 (sismicità media) に分類される。

## 行政

### 分離集落
モラッツァーナには以下の分離集落（フラツィオーネ）がある。
- Alpe Sant'Antonio, Brucciano, Cascio, Eglio, Montaltissimo, Sassi